# كاترين دوفور
كاترين دوفور (بالفرنسية: Catherine Dufour)‏ هي كاتبة خيال علمي وكاتِبة وعَالِمَة حاسوب فرنسية، ولدت في 1966 في باريس في فرنسا.